# Nathaniel Hawthorne
Nathaniel Hawthorne (Salem, 4 luglio 1804 – Plymouth, 19 maggio 1864) è stato uno scrittore statunitense.
Visse vicino alla cerchia intellettuale dei trascendentalisti come Henry David Thoreau e Ralph Waldo Emerson, nonostante con questi vi fosse una sottaciuta rivalità. Si cimentò nei generi letterari del romanzo e del racconto, cui deve il suo successo. È considerato, assieme ad Edgar Allan Poe, Herman Melville e Mark Twain, il più importante narratore statunitense dell'Ottocento. I suoi romanzi La lettera scarlatta e La casa dei sette abbaini, assieme a Moby Dick di Herman Melville, Walden di Henry David Thoreau e Foglie d'erba di Walt Whitman, sono ritenuti tra le opere più rappresentative del Rinascimento americano.
Hawthorne è conosciuto soprattutto per aver scritto opere sul modus vivendi del New England più puritano. Di questo filone fanno parte opere letterarie come La lettera scarlatta e La casa dei sette abbaini. La narrativa di Hawthorne verte principalmente sui temi del fantastico e del soprannaturale. La prima parte della sua produzione letteraria fu raccolta in un volume edito nel 1837 e intitolato Racconti narrati due volte. Poe e Longfellow elogiarono a più riprese tale produzione. Hawthorne, essendo la sua celebrità legata soprattutto al romanzo storico La lettera scarlatta, ambientato alla metà del Seicento, è stato talvolta paragonato a Walter Scott, ma la sua posizione nella letteratura statunitense lo avvicina di più al ruolo che in quella italiana ha avuto Alessandro Manzoni.

## Biografia
Nathaniel Hawthorne nacque il 4 luglio 1804 a Salem, Massachusetts, dove la sua casa natale è oggi un museo. Fu il secondogenito di Nathaniel Hathorne ed Elizabeth Clarke Manning, che ebbero altre due figlie. William Hathorne, che emigrò dall'Inghilterra nel 1630, fu il primo degli antenati di Hawthorne a giungere nelle colonie. Il figlio di William, John Hathorne, fu uno dei giudici del processo alle streghe di Salem (fu forse proprio in relazione alla pesante eredità dell'avo che lo scrittore decise di aggiungere la lettera "W" al proprio cognome, quasi a prenderne le distanze). Il padre, Nathaniel Hathorne Senior, era un capitano di Marina che morì di febbre gialla nel 1808 a Surinam, nella Guiana Olandese, quando Hawthorne aveva solo quattro anni. Nel 1818 la madre dello scrittore si trasferì a Raymond, nel Maine, e portò con sé i tre figli. In quelle terre ancora selvagge Hawthorne passò gran parte del suo tempo a contatto con la natura, ma dopo un anno fu rimandato a Salem perché iniziasse la preparazione agli studi superiori.
Hawthorne frequentò il Bowdoin College di Brunswick, nel Maine, mantenuto da uno zio dal 1821 al 1824, ed ebbe come compagni Henry Wadsworth Longfellow, John Brown Russwurm, futuro governatore della contea di Maryland in Liberia, Horatio Bridge e il futuro presidente Franklin Pierce. Nel 1825, conseguita la laurea, fece ritorno a Salem. Nel 1836 ottenne il posto di redattore presso l'American Magazine of Useful and Entertaining Knowledge di Boston, dove rimase per circa sei mesi. Prima della pubblicazione dei Racconti narrati due volte del 1837, Hawthorne scrisse nell'oscurità di quello che chiamava il suo "nido di gufo", nella casa familiare. Ripensando a quel periodo della sua vita, scrisse: "Non vivevo, ma sognavo di vivere".
Hawthorne fu assunto nel 1839 alla Dogana di Boston. L'anno precedente si era fidanzato con l'illustratrice trascendentalista Sophia Peabody (1809-1871). In cerca di un alloggio per sé e per Sophia, nel 1841 entrò nella comunità trascendentalista di Brook Farm; che lasciò però quello stesso anno, insoddisfatto dell'esperimento (l'esperienza di Brook Farm gli ispirò il romanzo Il romanzo di Valgioiosa). Sposò Sophia nel 1842, e con lei si trasferì nella Old Manse a Concord, dove vissero per tre anni. Vi scrisse la maggior parte dei racconti di Muschi da una vecchia canonica. Ralph Waldo Emerson e Henry David Thoreau erano loro vicini.

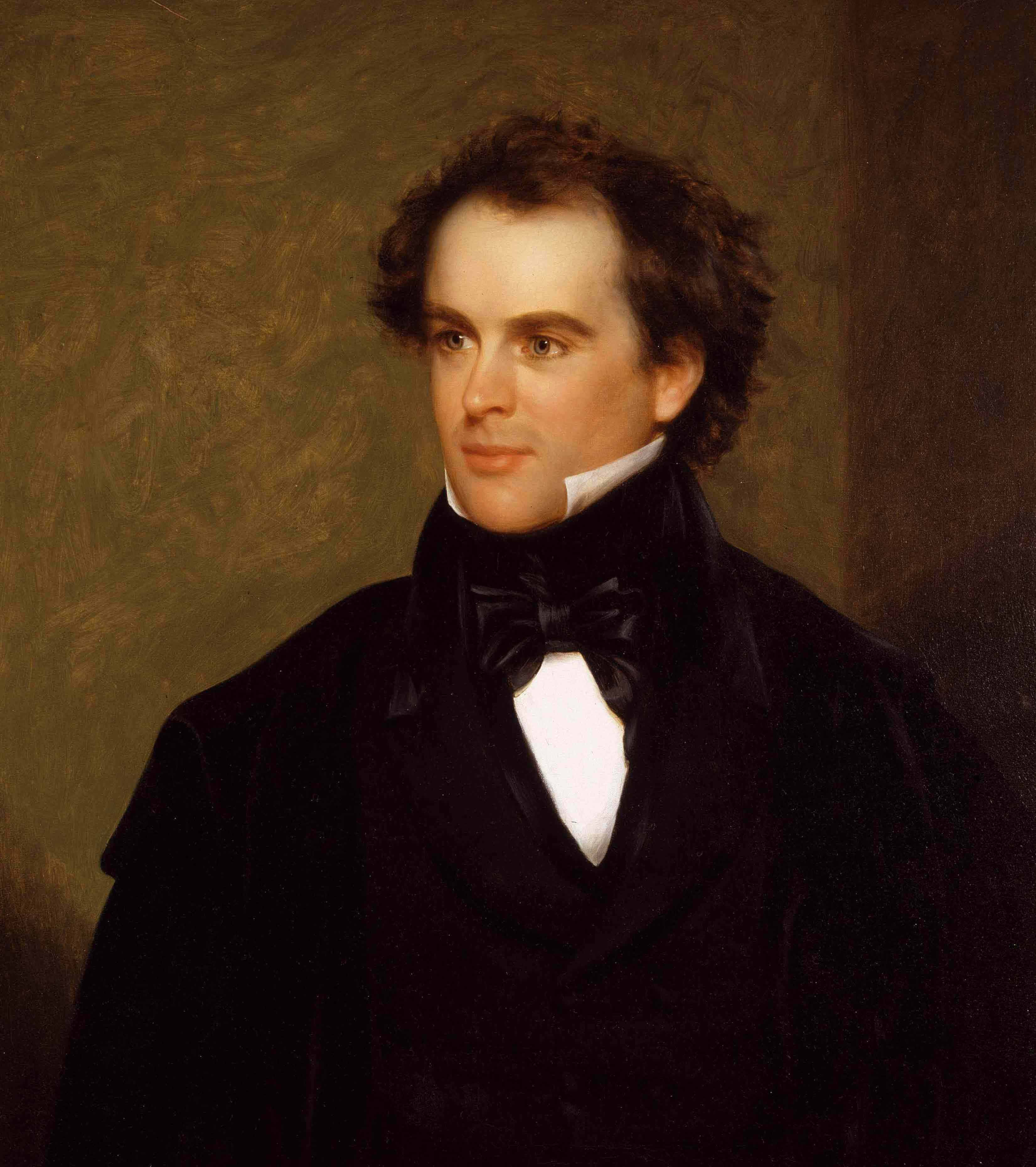
Ritratto giovanile di Hawthorne

Nel 1846 Hawthorne fu nominato supervisore alla Dogana di Salem. Come il suo incarico precedente a Boston, questo impiego era soggetto alla politica detta spoils system. Le sue simpatie per i democratici gli fecero perdere il lavoro in seguito al cambio di amministrazione a Washington dopo le elezioni presidenziali del 1848. La carriera di romanziere di Hawthorne iniziò nel 1850 con La lettera scarlatta, nella cui prefazione si accenna ai tre anni trascorsi nella Dogana di Salem. Il romanzo, pubblicato nel mese di marzo, vendette 2 500 copie in tre giorni; nel mese di aprile uscì una seconda edizione. Seguirono poi i romanzi La casa dei sette abbaini (1851) e Il romanzo di Valgioiosa (1852). Dal 1851 Hawthorne fu in grado di vivere con i proventi dei suoi scritti.
Nell'agosto del 1850 Hawthorne si stabilì a Lenox, nella contea di Berkshire, poco distante da Pittsfield, dove Herman Melville aveva acquistato una fattoria. I due si incontrarono e divennero subito amici; l'autore di Moby Dick diede ad Hawthorne diverse prove della sua grande ammirazione, dedicandogli il grande romanzo che pubblicò l'anno successivo, paragonandolo a Shakespeare.
Nel 1852 lo scrittore redasse la biografia per la campagna elettorale dell'amico Franklin Pierce. Con l'elezione di Pierce a presidente, Hawthorne fu nominato nel 1853 console degli Stati Uniti a Liverpool. Nel 1857, allo scadere dell'incarico, la famiglia Hawthorne viaggiò in Francia e in Italia, per ritornare a Concord nel 1860, anno in cui fu pubblicato il romanzo Il fauno di marmo. La salute malferma gli impedì di terminare diverse opere letterarie. Morì nel sonno il 19 maggio 1864, a Plymouth, New Hampshire durante una gita alle White Mountains con Pierce. Fu sepolto nel cimitero di Sleepy Hollow, a Concord, Massachusetts.
Nathaniel e Sophia Hawthorne ebbero tre figli: Una (1844-1877), Julian (1846-1934), e Rose (1851-1926). Una soffriva di una malattia mentale e morì giovane. Julian fu scrittore anche lui di romanzi e racconti e curò qualche opera del padre, scrivendo anche una biografia su di lui e sulla famiglia. Rose sposò George Parsons Lathrop e si convertì al cattolicesimo. Dopo la morte del marito, divenne suora domenicana e fondò l'ordine delle Dominican Sisters of Hawthorne per l'assistenza delle vittime di mali incurabili.
A Hawthorne è stato intitolato l'omonimo cratere, sulla superficie di Mercurio.

## Carriera letteraria
Hawthorne è oggi noto per i 95 racconti e per i quattro romanzi scritti tra il 1850 e il 1860: La lettera scarlatta (1850), La casa dei sette abbaini (1851), Il romanzo di Valgioiosa (1852) e Il fauno di marmo (del 1860, da cui è stata tratta nel 1977 la miniserie televisiva Il fauno di marmo). Un altro romanzo, Lo studente, fu pubblicato anonimo e a sue spese in precedenza, nel 1828. Hawthorne, insoddisfatto del risultato, fece poi tutto il possibile per recuperare le copie stampate de Lo studente e distruggerle. Ricordiamo anche i romanzi incompiuti Settimio Felton, L'orma del passato, Il romanzo di Dolliver, e Il segreto del dottor Grimshawe.
La prima raccolta di narrativa breve apparsa a suo nome — i Racconti narrati due volte — risale al marzo del 1837 e fu pubblicata con la garanzia finanziaria dell'amico Horatio Bridge, senza però che Hawthorne lo sapesse. La raccolta ebbe diverse successive edizioni: 1842 (allargata con altri racconti), 1851 (gli stessi con una "prefazione") e 1853 (ristampa con poche correzioni). Precedentemente, Hawthorne aveva pubblicato anonimamente o sotto pseudonimi dei racconti su riviste e giornali quali Salem Gazette, The Token, The New-England Magazine e The United States Magazine and Democratic Review, The Knickerbocker, New-York Monthly Magazine e altri. Alcuni di questi racconti (tra i quali La sepoltura di Roger Malvin e Il mio parente, il maggiore Molineux) entreranno in un volume pubblicato nel 1829 dal titolo Provincial Tales e in un'ulteriore antologia del 1834 intitolata The Story Teller. Nel 1828, inoltre, lo scrittore aveva già preparato un'antologia di racconti dal titolo Seven Tales from My Native Land ma in seguito la rifece completamente salvando solo il racconto dal titolo L'invocazione di Alice Doane.
Un'altra sua raccolta fu Muschi da una vecchia canonica, in due edizioni: 1846 e, allargata con nuovi racconti, 1854, anche queste con "prefazione" dell'autore. Una terza raccolta (che comprendeva anche la prima e una nuova "prefazione") fu La bambina di neve e altri racconti (1851). Oltre alle tre raccolte predisposte dall'autore ci furono poi tre libri per bambini (Grandfather's Chair, Famous Old People, Liberty Tree, tutti del 1841) e due volumi di storie e miti greci riscritti per i ragazzi: Il libro delle meraviglie (1852) e I racconti di Tanglewood (1853). Del 1851 è un'altra serie di biografie per bambini: True Stories from History and Biography.
Nel 1863 Hawthorne pubblicò La nostra antica patria, un'antologia di note e impressioni sul suo soggiorno inglese dedicata a Franklin Pierce (del quale, lo ricordiamo, egli aveva già scritto una biografia nel 1852). Alcuni taccuini dello scrittore vennero pubblicati dalla moglie dopo la sua morte: The American Notebooks, The English Notebooks, The French and Italian Notebooks.

## Aspetti della narrativa di Hawthorne
Gran parte delle opere di Hawthorne sono ambientate nel New England delle colonie, e molti suoi racconti sono stati letti come allegorie morali influenzate dalla sua formazione puritana. La critica recente si è occupata della voce narrante di Hawthorne, considerandola una costruzione retorica a sé stante, da non confondersi con la voce dell'autore stesso. Un tale approccio confuta la tradizionale visione di Hawthorne come un moralista lugubre e ossessionato dal senso di colpa. Il discorso morale e l'allegoria, anche laddove si fanno sentire maggiormente, non prevalgono mai sulla originale creazione di personaggi, stati d'animo, situazioni e scenari, che a buon diritto hanno fatto di Hawthorne, assieme a Edgar Allan Poe, l'iniziatore della letteratura gotica americana.
Allegorie e simboli sono in realtà i mezzi di cui lo scrittore statunitense si serve per sondare gli strati profondi della psiche umana, per cercare di scoprire le radici del male, ma anche per dare un senso, se ciò è possibile, all'isolamento dell'individuo, ai suoi desideri inespressi, alla sua brama di conoscenza. Mentre gli amici Emerson e Thoreau si fanno testimoni del mondo americano contemporaneo mettendo in luce le trasformazioni che lo percorrono, Hawthorne si rivolge invece al passato e al suo fardello di colpe e sensi di colpa, di peccato e dannazione, riportando in vita l'atmosfera lugubre delle antiche case coloniali, le piccole piazze cittadine con il palco della gogna, le foreste intricate e misteriose, e con esse tutto un mondo in cui la paura, la superstizione e l'intolleranza erano quotidianamente presenti nella vita delle persone, autentiche "ombre" delle quali gli americani del tempo di Hawthorne non si sono ancora completamente liberati se non cercando di nasconderle sotto la vernice rassicurante della modernità.
Sono temi, questi, che innervano pressoché l'intera produzione letteraria di Hawthorne. Ne La lettera scarlatta il peccato di una donna viene reso materialmente visibile a tutta una comunità di puritani tramite una lettera "A" ricamata e posta sugli abiti della reproba; ma nessuno, intorno a lei, può accusarla senza avvertire dentro di sé il peso di qualche altra colpa altrettanto grave. La casa dei sette abbaini è la storia di un'antica maledizione che rivive tra le mura di una grande abitazione incombendo sui discendenti del persecutore e della sua vittima. Il romanzo di Valgioiosa, come si è detto, è la trasposizione letteraria dell'esperienza trascendentalista di Brook Farm; ma neppure qui è del tutto assente il tema del passato che ritorna, stavolta con la forza di quelle tradizioni che affondano le loro radici nell'era pre-cristiana e quindi, secondo l'ottica puritana, nel periodo più buio e demoniaco dell'umanità. Ne Il fauno di marmo lo scenario si sposta dall'America all'Europa, e più precisamente in Italia. Hawthorne, in quest'opera, risale fino alla mitica Età dell'oro, le cui vestigia sono riconoscibili nel discendente di un'antica stirpe di nobili.
Per quel che riguarda i racconti si devono citare qui alcuni dei più rappresentativi: Il mio parente, Maggiore Molineux (1832), Il giovane Goodman Brown (1835), Il velo nero del pastore (1836), L'Albero di Maggio di Merry Mount (1836), La voglia (1843), La figlia di Rappaccini (1844), L'artista del Bello (1844) e Ethan Brand (1850). Il giovane Goodman Brown è la vicenda di un uomo che perde la fede quando scopre che tutti gli abitanti del villaggio di Salem sono dediti alla stregoneria. Ne Il velo nero del pastore un ministro della chiesa appare un giorno davanti alla sua comunità con il volto coperto da un crespo scuro, che lo accompagnerà fino alla tomba. L'Albero di Maggio di Merry Mount descrive un incontro tra i Puritani e le forze dell'anarchia e dell'edonismo. La voglia narra di un giovane medico che tenta di eliminare una voglia dal volto di sua moglie, ma l'operazione le risulta fatale. La figlia di Rappaccini racconta di una fanciulla sottoposta dal padre a un orribile esperimento che la condanna alla solitudine. Ethan Brand è la storia di un fornaciaio che parte alla ricerca del Peccato Imperdonabile, e finisce per commetterlo.
Meritano tuttavia attenzione anche altri racconti, sui novantadue totali che Hawthorne scrisse. Capo-Piumato, ultimo racconto scritto dall'autore di Salem nel 1852, anticipa i temi della vita artificiale, largamente ripresi dalla narrativa fantascientifica del Novecento. È la storia di uno spaventapasseri al quale una strega ha dato vita con un incantesimo e che per un breve periodo vive l'illusione di poter fare una vita normale. Trentadue anni prima Hawthorne pubblicava il suo primo racconto sulla Salem Gazette: era La Valletta delle Tre Colline, del 1830, uno dei preferiti di Edgar Allan Poe. Nelle poche pagine di questa novella l'autore racchiude quasi tutti, se non tutti i temi principali delle successive opere letterarie: il tormento che deriva dalle proprie colpe, il passato incancellabile, i panorami selvaggi del Nuovo Mondo in cui divengono palpabili le forze dell'occulto e della stregoneria, la follia, la morte.
Se i temi narrativi di Hawthorne sono ricorrenti, ciò non significa che egli li tratti invariabilmente con il medesimo registro. Ne Lo Zio del Villaggio (1835) un vecchio pescatore, seduto con la famiglia davanti al camino, rievoca il proprio felice passato con toni poetici ma senza troppa malinconia, poiché è il presente, in fondo, che gli consente di creare le immagini di quei bei ricordi. Dello stesso anno è L'ospite ambizioso e anche qui si narra di una famiglia riunita attorno al focolare; ma ora gli accenti sono ridiventati inquietanti: un lugubre destino che sta per avverarsi viene preannunciato dalle sensazioni e dai pensieri di morte che colgono gli abitanti di una piccola casa. Notevole rilevanza letteraria ha riscosso il racconto Il ragazzo gentile, incentrato sulla storia di un giovane quacchero orfano di nome Ibrahim adottato da una coppia di Puritani, definito dal poeta statunitense Henry Wadsworth Longfellow come "nel complesso, la cosa più bella che egli (Hawthorne) abbia mai scritto".
Hawthorne è considerato tra i primi sperimentatori della storia alternativa come forma letteraria. Il suo racconto del 1845 La corrispondenza di P. (che fa parte di Muschi da una vecchia canonica) è la prima opera completa in lingua inglese di questo genere e una delle prime in assoluto. Il protagonista è considerato un matto, perché immagina un 1845 alternativo a quello reale, in cui personaggi storici e letterari da tempo scomparsi sono ancora vivi.

## Critica
Edgar Allan Poe scrisse importanti recensioni dei Racconti narrati due volte e di Muschi da una vecchia canonica. Nel 1842 ebbe occasione di occuparsi per due volte della prima antologia di Hawthorne, ad aprile e maggio, sulle pagine del Graham's Magazine. Pur presentando qualche riserva, queste recensioni furono molto positive: "Da americani", scriveva Poe, "siamo fieri di questo libro". Nel 1847, per una sua terza recensione dedicata ai Racconti raccontati due volte e ai Muschi da una vecchia canonica (pubblicata su Godey's Lady's Book), Poe ripartì da quelle riserve già espresse in precedenza e ampliandole ne trasse alla fine un giudizio poco favorevole alla narrativa di Hawthorne. "Egli è smisuratamente devoto all'allegoria", spiegava il critico letterario del Godey's, "e finché persiste su questa strada non potrà certo ambire alla popolarità". Ciononostante, questa terza recensione non poté cancellare del tutto quelle grandi qualità di scrittore che Poe aveva riconosciuto a Hawthorne nel suo secondo intervento: "Il tratto peculiare di Mr. Hawthorne è l'inventiva, la creazione, l'immaginazione, l'originalità — un tratto che, nella letteratura romanzesca, vale sicuramente per tutto il resto". Poe ammetteva dunque che lo stile di Hawthorne è purezza e il suo tono efficace è adatto ai temi.
Hawthorne visse una breve ma intensa amicizia con lo scrittore Herman Melville a partire dall'agosto del 1850, quando i due si conobbero ad un picnic organizzato da un amico comune. Melville aveva appena letto la raccolta di racconti di Hawthorne Muschi da una vecchia canonica, che in seguito avrebbe elogiato in una famosa recensione, Hawthorne e i suoi Muschi, pubblicata anonima in più parti su The Literary World. Melville rovesciò i precedenti giudizi negativi, e non solo quelli di Poe. Per l'autore di Moby Dick la grandezza di Hawthorne poteva essere paragonata a quella di Shakespeare e tutto ciò che agli altri critici pareva difetto lui lo esaltò come pregio. Anche a non voler tenere conto della grande ammirazione che Melville provava per Hawthorne, è certo che egli seppe individuare meglio di chiunque altro lo sfondo di tenebra che il suo amico "celava sotto la calma autunnale dell'aspetto".

Nel gennaio del 1851, quando Hawthorne redasse la Prefazione per la nuova edizione dei suoi Racconti narrati due volte, sembrò voler confermare l'opinione di Melville scrivendo: 
(Nathaniel Hawthorne, Prefazione a Racconti narrati due volte, gennaio 1851)
Howard Phillips Lovecraft, nel suo saggio L'orrore soprannaturale nella letteratura, sottolineò le profonde differenze esistenti tra lo stile di Edgar Allan Poe e quello di Hawthorne, scrittore che egli definì un "incompreso e solitario (...) un'anima dolce paralizzata dal puritanesimo del vecchio New England". Lovecraft lo ritenne altamente capace di evocare l'orrore dai più comuni fatti della vita, anche se quasi mai si asteneva dal darne un'interpretazione morale; nondimeno, le ambientazioni e gli avvenimenti dei racconti risultavano a suo dire ugualmente efficaci. Secondo Lovecraft, il romanzo La casa dei sette abbaini era da considerare una delle opere meglio riuscite della narrativa fantastica di Hawthorne e non esitò a definirlo "il più grande contributo del New England alla letteratura del mistero". Tra i racconti più significativi lo scrittore di Providence indicò Il ritratto di Edward Randolph, Il velo nero del pastore, L'ospite ambizioso e Ethan Brand.

## Opere

### Romanzi
- Lo studente (Fanshawe, pubblicato anonimo nel 1828)
- La lettera scarlatta (The Scarlet Letter, 1850)
- La casa dei sette abbaini (The House of Seven Gables, A Romance, 1851)
- Il romanzo di Valgioiosa o Valgioconda (The Blithedale Romance, 1852)
- Il fauno di marmo (The Marble Faun: Or, The Romance of Monte Beni, 1860; Transformation: Or, The Romance of Monte Beni, UK, stesso anno)
- L'orma del passato (The Ancestral Footstep, 1861-1863; frammento)
- Il romanzo di Dolliver (The Dolliver Romance, incompiuto, 1863; pubblicato postumo nel 1876 in: The Dolliver Romance and other pieces)
- Settimio Felton o L'elisir di lunga vita (Septimius Felton; or The Elixir of Life, incompiuto, 1872)
- Il segreto del dottor Grimshawe (Doctor Grimshawe's Secret: A Romance, incompiuto, pubblicato postumo con prefazione e note di Julian Hawthorne nel 1882)

### Raccolte di racconti
Le date tra parentesi indicano l'anno della prima pubblicazione e, qualora vi sia stata, quello della successiva revisione da parte dell'autore.
- Racconti narrati due volte (Twice-Told Tales, 1837, 1842, 1851)
- Legends of the Province House (1838–1839)
- Grandfather's Chair (1840)
- Muschi da una vecchia canonica (Mosses from an Old Manse, 1846, 1854); tra i quali:
  - La figlia di Rappaccini (Rappaccini's Daughter, 1844, 1846)
- La bambina di neve e altri racconti (The Snow-Image, and Other Twice-Told Tales, 1852), tra i quali:
  - Il mio parente, il maggiore Molineux (My Kinsman, Major Molineux, 1832, 1852)
- The Dolliver Romance and Other Pieces (1876)
- The Great Stone Face and Other Tales of the White Mountains (1889)

### Altri racconti
Pubblicati soltanto su giornali e riviste.
- Sir William Phips (Sir William Phips, 1830)
- Mrs. Hutchinson (Mrs. Hutchinson, 1830)
- Un racconto della vecchina (An Old Woman's Tale, 1830)
- Il dottor Bullivant (Dr. Bullivant, 1831)
- Il ciarlatano tormentato (The Haunted Quack, 1831)
- Sir William Pepperell (Sir William Pepperell, 1833)
- L'invocazione di Alice Doane (Alice Doane's Appeal, 1835)
- La mia visita al Niagara (My Visit to Niagara, 1835)
- Visita al direttore dell'Ufficio Meteorologico (A Visit to the Clerk of the Weather, 1836)
- Frammenti dal diario di un uomo solitario (Fragments from the Journal of a Solitary Man, 1837)
- Thomas Green Fessenden (Thomas Green Fessenden, 1838)
- Ritratto del Tempo (Time's Portraiture, 1838)
- Jonathan Cilley (Jonathan Cilley, 1838)
- L'anello antico (The Antique Ring, 1843)
- Il miracolo di un bravuomo (A Good Man's Miracle, 1844)
- Un volume di lettere autografe (A Book of Autographs, 1844)

### Narrativa per l'infanzia
- La sedia del nonno (Grandfather's Chair, 1841) (rielaborazione di cronache storiche)
- Antenati famosi (Famous Old People, 1841) (rielaborazione di cronache storiche)
- L'albero della libertà (Liberty Tree, 1841) (rielaborazione di cronache storiche)
- Episodi storici e biografici (True Stories from History and Biography, 1851; ristampa dei tre libri precedenti)
- I miti greci, Presentazione di Fausta Cialente, Illustrazioni di Gianni Peg, 3 voll., Roma, Editori Riuniti, 1982. [contiene le raccolte A Wonder-Book e Tanglewood Tales]
- Il libro delle meraviglie (A Wonder-Book for Girls and Boys, 1852; rielaborazione di miti greci)
  - Preface
  - Tanglewood Porch: Introductory to The Gorgon's Head
  - The Gorgon's Head
  - Tanglewood Porch: After the Story
  - Shadow Brook: Introductory to The Golden Touch
  - Il Vello d'Oro (The Golden Touch)
  - Shadow Brook: After the Story
  - Tanglewood Play-Room: Introductory to The Paradise of Children
  - The Paradise of Children
  - Tanglewood Play-Room: After the Story
  - Tanglewood Fireside: Introductory to The Three Golden Apples
  - Ercole e il giardino delle Esperidi (The Three Golden Apples)
  - Tanglewood Fireside: After the Story
  - The Hill-Side: Introductory to The Miraculous Pitcher
  - The Miraculous Pitcher
  - The Hill-Side: After the Story
  - Bald Summit: Introductory to The Chimaera
  - The Chimaera
  - Bald Summit: After the Story
- I racconti di Tanglewood, ovvero un secondo libro delle meraviglie (Tanglewood Tales: For Girls and Boys Being a Second Wonder Book, 1853; rielaborazione di miti greci)
  - The Wayside: Introductory
  - I. Teseo e Arianna (The Minotaur)
  - II. Ercole e Atlante (The Pygmies)
  - III. The Dragon's Teeth
  - IV. Ulisse e Circe (Circe's Palace)
  - V. The Pomegranate-Seeds
  - VI. The Golden Fleece

### Altre opere
- Vita di Franklin Pierce (Life of Franklin Pierce, 1852) (biografia)
- La nostra antica patria (Our Old Home, 1863) (memorie autobiografiche)
- Diari (pubblicati postumi dalla moglie: Passages from the American Notebooks, 1868; Passages from the English Notebooks, 1870; Passages from the French and Italian Notebooks, 1871)

## Edizioni italiane delle opere di Hawthorne
Fra i traduttori dello scrittore statunitense si contano Eugenio Montale, Fausto Maria Martini, Guido Fink, Daniela Fink, Luigi Berti, Diego Valori, Marco Papi, Marcella Bonsanti, Giorgio Spina, Enzo Giachino, Gianni Celati, Elémire Zolla, Bruno Tasso, Augusta Grosso Guidetti, Doletta Oxilia Caprin, Gianna Lonza, Aldo Busi (insieme con Carmen Covito), Francesco Valori, Fiorenzo Fantaccini, Elisabetta Mancini, Ottavio Fatica, Maria Pia Colasanti, Francesca Montesperelli, Renata Barocas, Marco Pustianaz, Alessandra Osti, Sara Antonelli, Igina Tattoni, Stefania Minacapelli.
- Nathaniel Hawthorne, Racconti del Farwest, collana Biblioteca universale, contiene: Il gran carbonchio, La statuetta di neve, La figura di prua, La vergine dei veleni, Milano, Sonzogno, 1900, SBN CUB0691126.
- La lettera rossa: romanzo americano, traduzione di Gino Cornali, Bietti, Milano, 1932.
- Americana, antologia di racconti di scrittori americani curata da Elio Vittorini e con alcune traduzioni di Eugenio Montale, Bompiani, Milano, 1942.
- La casa delle sette torri, a cura di Carlo Izzo, traduzione di Doletta Oxilia Caprin, Bompiani, Milano, 1945.
- Il Volto di Pietra, antologia di racconti curata da Eugenio Montale, traduzione di Luigi Berti, Bompiani Milano, 1947.
- Racconti narrati due volte, collana Biblioteca Vallecchi, traduzione di Antonio Monti, Firenze, Vallecchi, 1950, SBN UBO0144883. Racconti narrati due volte, collana La nostra biblioteca classica, Novara, Edipem, 1974, SBN SBL0602387.
- Le allegorie del cuore e La lettera scarlatta, traduzione di Enzo Giachino, Einaudi, Torino, 1951.
- Romanzi, introduzione, traduzione e note a cura di Marcella Bonsanti, 2 voll. (vol. I: La lettera scarlatta, La casa dei sette abbaini, Il romanzo di Valgioiosa; vol. II: Il fauno di marmo, Il segreto del dottor Grimshawe, Septimius Felton), Sansoni, Firenze, 1959.
- Diario (1835-1862), a cura di Agostino Lombardo, Neri Pozza, Venezia, 1959.
- Il libro degli eroi, traduzione di Romualdo Bacci, illustrazioni di R. Lemmi, Firenze, Bemporad-Marzocco, 1962
- I capolavori di Nathaniel Hawthorne, a cura di Claudio Gorlier, Mursia, Milano, 1968.
- La lettera scarlatta, traduzione di Francesco Valori, Mursia, Milano, 1981.
- La vergine dei veleni e altri racconti, traduzione di Maria Pia Colasanti, Lucarini, Roma, 1987.
- Leggende del Palazzo del Governatore, a cura di Guido Fink, traduzione di Daniela Fink, Marsilio, Venezia, 1990.
- Il Grande Volto di Pietra, antologia di racconti curata da Jorge Luis Borges, traduzione di Elisabetta Mancini, Mondadori, Milano, 1990.
- La figlia di Rappaccini e altri racconti, traduzione di Renata Barocas, Passigli, Firenze, 1991.
- La lettera scarlatta, traduzione di Maria Gallone, Fabbri Editore, Milano, 1991.
- La bambina di neve e altri racconti, traduzione di Renata Barocas, Passigli, Firenze, 1992.
- La lettera scarlatta, introduzione di Carlo Pagetti, traduzione di Gianna Lonza, Garzanti, Milano, 1992.
- La casa dei sette abbaini, traduzione di Mario Manzari, Einaudi, Torino, 1993.
- Racconti dell'ombra e del mistero, introduzione e traduzione di Paola Frandini, Theoria, Roma, 1993.
- Opere scelte, a cura di Vito Amoruso, collana I Meridiani, Mondadori, Milano, 1994.
- Il fauno di marmo, introduzione di Agostino Lombardo, traduzione e note di Fiorenzo Fantaccini, collana Biblioteca Ideale Giunti, Giunti, Firenze, 1995.
- Racconti raccontati due volte, introduzione e prefazione di Carlo Pagetti, traduzione di Marco Papi, Garzanti, Milano, 1995.
- Il Grande Rubino, racconti da Mosses from an Old Manse e da Twice Told Tales scelti e tradotti da Cesare Maoli, Empiria Edizioni, Roma, 1996.
- La lettera scarlatta, trad. Carmen Covito, Milano, Frassinelli, 1998
- Il fauno di marmo, introduzione di Attilio Brilli, traduzione di Giorgio Spina, collana BUR Classici, Rizzoli, Milano, 1998.
- Settimio Felton ovvero l'Elisir di lunga vita, introduzione di Carlo Pagetti, prefazione e traduzione di Elémire Zolla, Garzanti, Milano, 1999.
- Lo studente, con una nota di Tommaso Giartosio, traduzione di Alessandra Osti, Sellerio, Palermo, 2000. ISBN 88-389-1586-5
- La Casa dei Sette Abbaini, introduzione di Francis Otto Matthiessen, traduzione di Francesca Montesperelli, Mondadori, Milano, 2001.
- Re Mida, Editori Riuniti, Roma, 2002.
- Il Romanzo di Valgioiosa, introduzione di Francesco Marroni, traduzione di Marco Pustianaz, Mondadori, Milano, 2003.
- Le fatiche di Ercole, Editori Riuniti, Roma, 2003.
- Venti giorni con Julian, con un saggio di Paul Auster, Adelphi, Milano, 2004
- Tutti i racconti, a cura di Sara Antonelli e Igina Tattoni, Donzelli, Roma, 2006; Feltrinelli, Milano, 2013.
- Il libro delle meraviglie, a cura di Sara Antonelli e Igina Tattoni, disegni di Walter Crane, Donzelli, Roma, 2007.
- La figlia di Rappaccini, traduzione di Renata Barocas, testo inglese a fronte, RCS MediaGroup, Milano, 2012.
- Wakefield (edizione bilingue e bifronte, con fonte letteraria), traduzione, cura e saggio critico di Giuseppe Nori, Portaparole, Roma, 2013. ISBN 978-88-97539-29-2
- La casa dei sette abbaini, introduzione di Alessandro Gebbia, traduzione di Stefania Minacapelli, Gargoyle Books, Roma, 2014.
- Il Velo Nero del Pastore, Wakefield, L’Ufficio Informazioni, traduzione di Mauro Maraschi, Dario Emanuele Russo, Stella Scirè, Urban Apnea Edizioni, 2019
- Frammenti dal diario di un uomo solitario, Mattioli 1885, Fidenza 2013 traduzione di Nicola Manuppelli ISBN 978-88-6261-333-0

## Epistolari
- Herman Melville, Lettere a Hawthorne, a cura di Giuseppe Nori, Liberilibri, Macerata, 1994. ISBN 88-85140-10-6

## Filmografia parziale

### Cinema
- The Scarlet Letter, regia di Sidney Olcott (1908)
- The House of the Seven Gables (1910), regia di J. Searle Dawley
- The Scarlet Letter, regia di Joseph W. Smiley e George Loane Tucker (1911)
- Feathertop (1912)
- The Scarlet Letter, regia di David Miles (1913)
- The Transgressor, regia di Charles Giblyn (1913)
- The New Adam and Eve, regia di Richard Garrick (1915)
- Feathertop, regia di Henry J. Vernot (1916)
- The Scarlet Letter, regia di Carl Harbaugh (1917)
- Die Verwandlung, regia di Karlheinz Martin (1920)
- Il fauno di marmo, regia di Mario Bonnard (1920)
- The Scarlet Letter, regia di Challis Sanderson (1922)
- Puritan Passions, regia di Frank Tuttle (1923)
- La lettera scarlatta (The Scarlett Letter), regia di Victor Sjöström, con Lillian Gish (1926)
- The Scarlet Letter, regia di Robert G. Vignola, con Colleen Moore (1934)
- La casa dei sette camini, regia di Joe May, con George Sanders, Vincent Price (1940)
- L'esperimento del dottor Zagros, regia di Sidney Salkow con Vincent Price e Beverly Garland (1963)
- The House of the Seven Gables, regia di Jack Glenn (1967)
- La lettera scarlatta, regia di Wim Wenders, con Senta Berger e Lou Castel (1973)
- La lettera scarlatta (The Scarlett Letter), regia di Roland Joffé, con Demi Moore, Gary Oldman e Robert Duvall (1995)
- The Scarecrow film d'animazione diretto da Brian Nissen e Richard Rich (2000)

### Televisione
- Il fauno di marmo, sceneggiato televisivo Rai, regia di Silverio Blasi (1977)